# Gardens-of-Stone-Nationalpark
Der Gardens-of-Stone-Nationalpark (englisch Gardens of Stone National Park) ist ein 151 km² großer Nationalpark in den Blue Mountains in New South Wales, Australien.
Der Park liegt etwa 160 km nordwestlich von Sydney und 30 km nördlich von Lithgow in unmittelbarer Nähe zum östlich gelegenen Wollemi-Nationalpark. Er befindet sich damit im Blue-Mountain-Plateau innerhalb der geologischen Region des Sydneybeckens. Der hier aufgrund von Sedimentation entstandene Sand- und Kalkstein wird hier von Flussläufen durchzogen, die im Laufe von Millionen von Jahren die Schluchten und Canyons formten und an deren Rändern die für den Park typischen, domförmigen Felsformationen (Pagoden) entstehen ließen.
Die unterschiedlichen Lebensräume, begünstigt durch die ständigen Verfügbarkeit von Wasser, beheimaten eine Vielzahl von Pflanzen und Tieren. Entlang der Wasserläufe in Eukalyptus- und Banksienwäldern leben unter anderem Honigfresser und Grasmücken, neben Koalas und Quolls. In den Sandsteinfelsen unterhalb der Abbruchkante bewohnen Bürstenschwanz-Felskängurus die zahlreichen Höhlen.
Im Park gibt es keine ausgewiesenen Campingplätze, Bushcamping ist jedoch im Großteil des Parks erlaubt.